# Bunești (Brașov)
Bunești (in ungherese Szászbuda, in tedesco Bodendorf) è un comune della Romania di 2521 abitanti, ubicato nel distretto di Brașov, nella regione storica della Transilvania.
Il comune è formato dall'unione di cinque villaggi: Bunești, Criț, Meșendorf, Roadeș, Viscri.

## Bunești
Il villaggio di Bunești, sede del cumune, si trova a 35 km a sud-est di Sighisoara, vicino alla strada principale Sighisoara-Brasov. Ha una chiesa fortificata in stile gotico sassone dei secoli XIV e XV. È stata ristrutturata nel XIX secolo e le sue mura difensive sono rinforzate da torri quadrate. Dal 2008 gli studenti di architettura di Bucarest stanno costruendo con le proprie mani una nuova università, la Scuola Bunesti. La chiesa ortodossa di Bunesti è dedicata a San Nicola e fu costruita nel 1888.

## Viscri

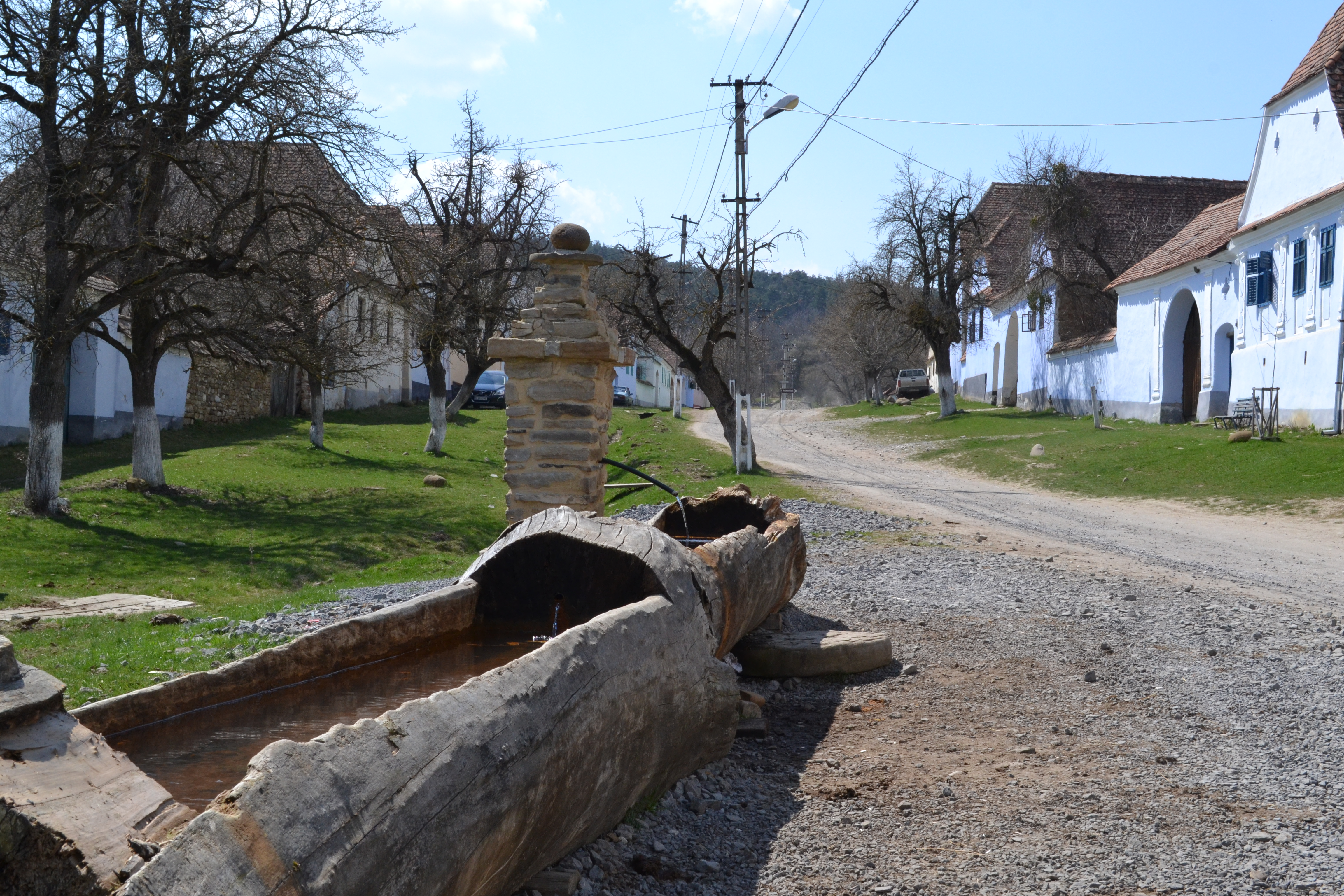
la via principale di Viscri

Il villaggio è divenuto famoso grazie all'interessamento del principe Carlo e soprattutto perché possiede una chiesa fortificata dichiarata patrimoni dell'Umanità UNESCO. Il villaggio sorge ad Est di Bunesti in un paesaggio pittoresco fra colline e foreste.
La sua disposizione urbanistica è molto simile a quella dei tipici villaggi rurali della regione: le antiche masserie sassoni, tutte colorate diversamente ed arredate con i mobili e le suppellettili tradizionali, sono disposte lungo l'ampia via centrale di ghiaia bianca. Nel caso di Viscri l'abitato prosegue e si raccoglie anche attorno alla strada lastricata che sale alla chiesa fortificata.
Le masserie negli ultimi anni sono state trasformate in pensioni, ristoranti e anche in laboratori artigianali (lavorazione e confezioni di indumenti in lana). La rinascita del villaggio è promossa dalla fondazione Mihai Eminescu Trust che promuove lo sviluppo di un turismo sostenibile e la valorizzazione dei prodotti locali.

### Chiesa fortificata di Viscri

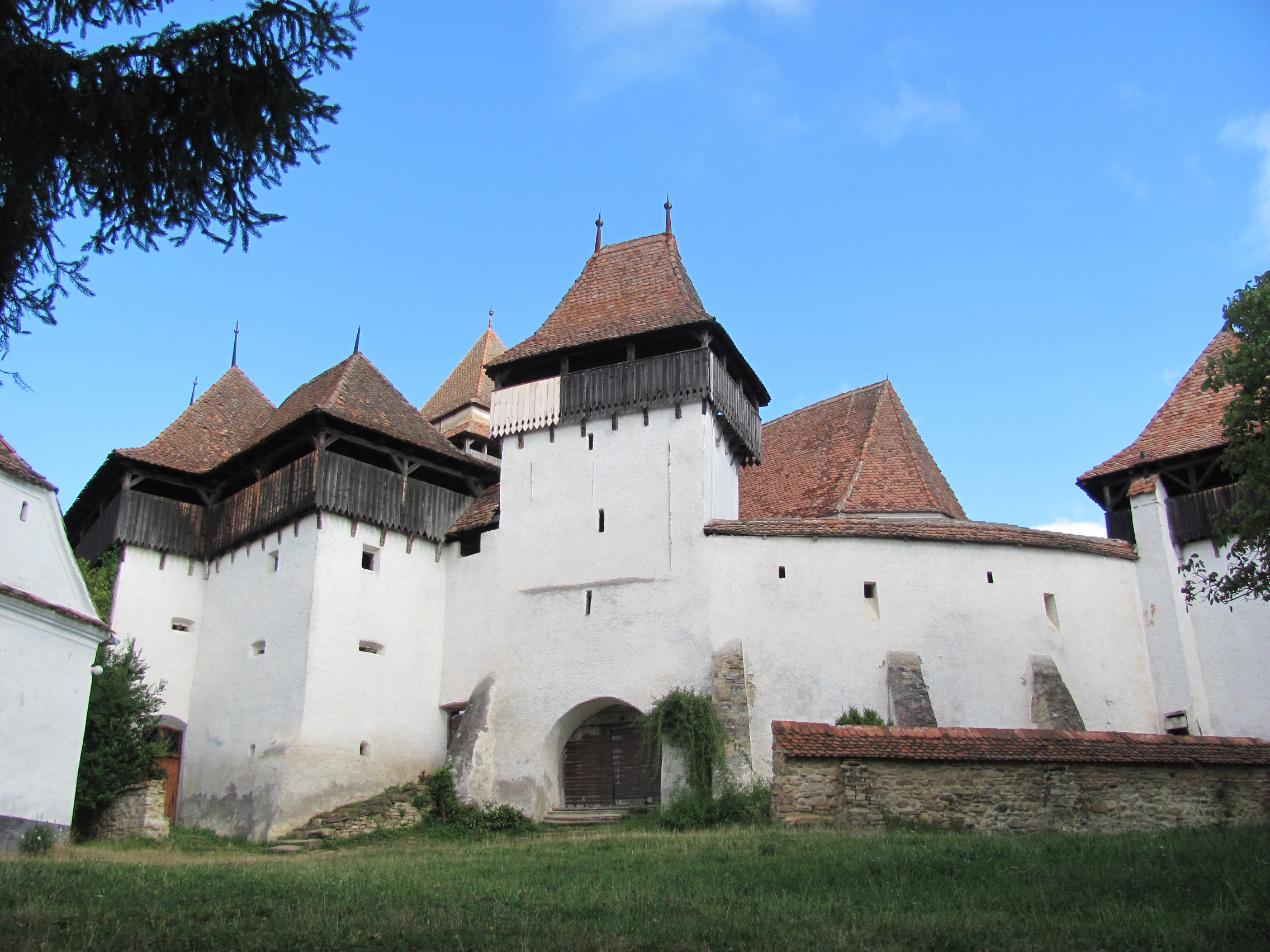
Chiesa fortificata di Viscri

Il complesso sorge su una piccola collina che domina le colline e le foreste circostanti. La chiesa, diversamente dalle altre chiese fortificate della Transilvania, fu costruita intorno al XII secolo dalla popolazione di Szekler di origine ungherese e rilevata poi dai coloni sassoni nel 1225. Nel XIV secolo fu ricostruita la parte orientale e intorno al 1525 furono aggiunte le prime mura di fortificazione e le torri. Una seconda cinta muraria fu aggiunta nel XVIII secolo e negli anni 1970-1971 il complesso subì importanti lavori di ristrutturazione. L'interno della chiesa, di stile gotico, è a sala e mostra un semplice soffitto piatto invece che uno tradizionale sassone a volta. L'altare in stile classico del XIX secolo con l'affresco La Benedizione dei bambini del pittore J. Paukratz di Rupea. All'interno della fortezza è ricavato anche un curioso Museo Etnografico che mostra le tradizioni e la cultura sassone della zona. Curiosa è la cosiddetta “camera del lardo”, utilizzata ancora fino al secolo scorso. Le temperature basse e costanti della sala permettevano un’ottima conservazione del lardo anche nei mesi più caldi. Percorrendo i camminamenti delle mura e salendo sulla torre si gode un ottimo panorama sul villaggio e sull'incantevole paesaggio circondante.

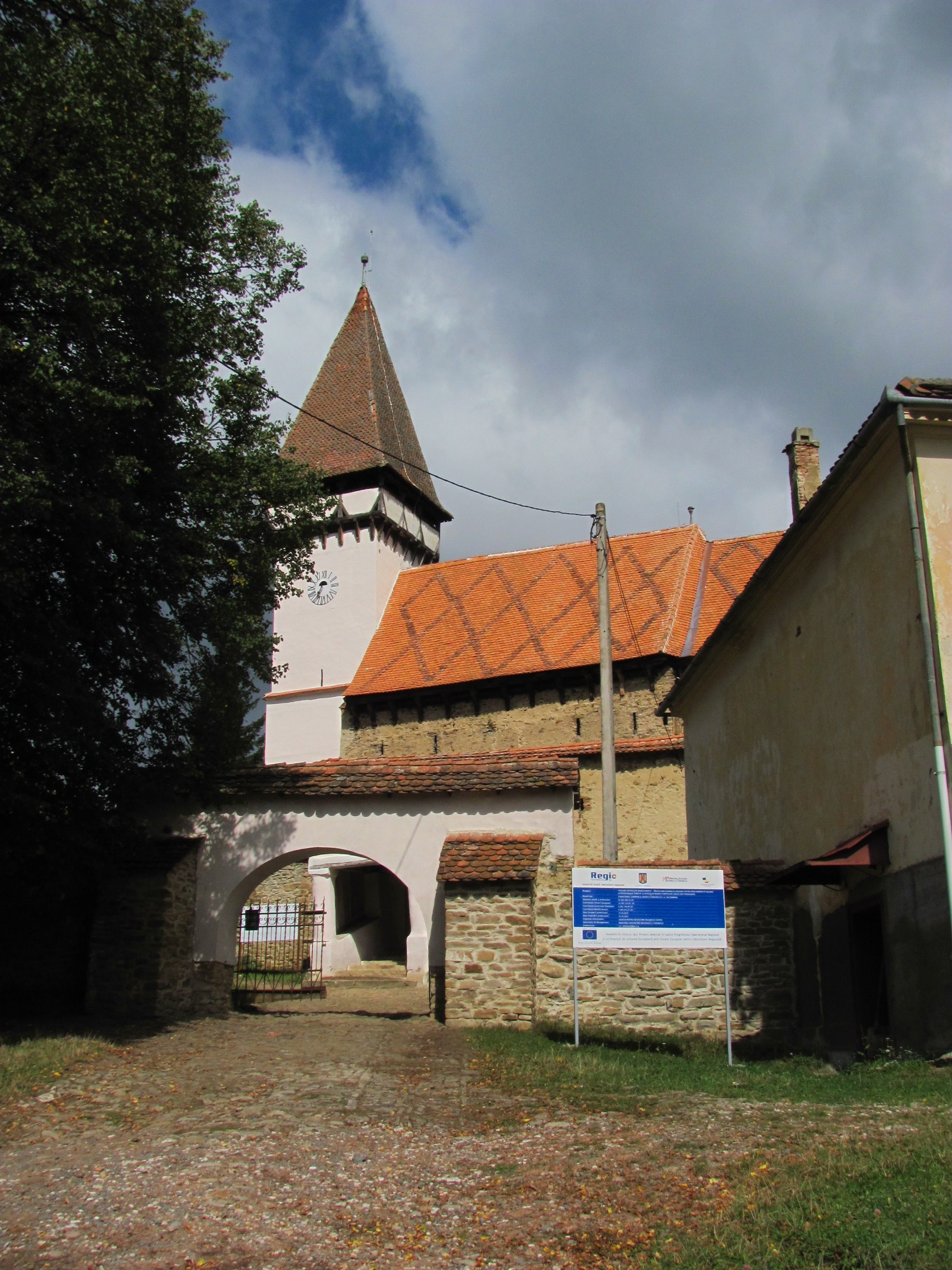
Chiesa fortificata di
Mesendorf

## Meșendorf
Anche il piccolo villaggio di Meșendorf conserva una chiesa evangelica fortificata costruita nel XIV secolo, nello stile del primo gotico. Fu rimaneggiata nel settecento e nel 1888 furono demolite parti del muro circolare esterno e del muro interno della torre per ricavarne il materiale la nuova scuola. Nel 1958 furono demolite anche la torre sud-ovest e la parte orientale delle mura perché pericolanti. Bello l'altare rinnovato nel 1923 con quattro nuovi dipinti raffiguranti gli Apostoli. Interessanti anche i pannelli della tribuna realizzati nel 1765 da Georg Rosenauer con paesaggi naif ed architetture tradizionali.
La chiesa ortodossa dedicata a San Nicola risale al 1932. 

## Roades
Situato ad est del capoluogo, deriva il nome dal verbo tedesco roden, "tagliare alberi" 
La chiesa evangelica dedicata a San Giovanni fu costruita dai Sassoni in stile gotico a più riprese fra il XIV secolo e il 1526. All'interno: un altare tardo gotico (ora trasferito a Sibiu), un fonte battesimale in pietra e i pannelli della grande tribuna, che segue tre lati della navata, con dipinti del Seicento e Settecento.
La prima cortina muraria fu realizzata nel corso del XVI secolo con due coppie di torri esterne fiancheggiate una a nord e l’altra a sud. La seconda cortina fu costruita nel 1644. Il campanile è crollato nel 2016.
La chiesa ortodossa si San Michele e Gabriele fu edificata nel 1935 

## Criț
Il villaggio nel Medioevo era di proprietà del Monastero di Cârța. Sul sito dell'attuale chiesa di Criț sorgeva un'antica chiesa in pietra, documentata per la prima volta nel 1270. La vecchia chiesa fu demolita nel 1810 e nel 1814 iniziò la costruzione dell'attuale chiesa, in stile neoclassico. Nella chiesa sono presenti palchi datati 1666 e 1724. Le campane risalgono al 1549 e 1551. La cinta muraria di forma ovale fu edificata nel XV secolo: si conservano quattro delle cinque torri originali (la torre sud, su cui si apriva la porta principale è crollata nel 1925). Anche la torre a nord-est crollò nel 1955 ma fu subito ricostruita a due piani; le torri a ovest e nord-ovest, entrambe a tre piani, presentano profonde caditoie.